# Tour des Flandres 1937
Le Tour des Flandres 1937 est la 21e édition du Tour des Flandres. La course a lieu le 21 mars 1937, avec un départ à Gand  et une arrivée à Wetteren sur un parcours de 267 kilomètres.
Le vainqueur final est le coureur belge Michel D'Hooghe, qui s’impose au sprint à Wetteren. Les Belges Hubert Deltour et Louis Hardiquest complètent le podium.

## Monts escaladés
- Quaremont (Nouveau Quaremont)
- Kruisberg
- Edelareberg

## Classement final
|    | Coureur              | Pays     | Équipe             | Temps           |
| -- | -------------------- | -------- | ------------------ | --------------- |
| 1  | Michel D'Hooghe      | Belgique | Van Hauwaert       | 7 h 29 min 00 s |
| 2  | Hubert Deltour       | Belgique | Alcyon-Dunlop      | m. t.           |
| 3  | Louis Hardiquest     | Belgique | Dilecta-Wolber     | m. t.           |
| 4  | Adolphe Braeckeveldt | Belgique | Helyett-Splendor   | m. t.           |
| 5  | Alfons Schepers      | Belgique | Colin-Wolber       | m. t.           |
| 6  | Albert Hendrickx     | Belgique | Labor-Dunlop       | m. t.           |
| 7  | René Walschot        | Belgique | J.B. Louvet-Wolber | m. t.           |
| 8  | Jean Wauters         | Belgique | Helyett-Splendor   | m. t.           |
| 9  | Sylvère Maes         | Belgique | Alcyon-Dunlop      | m. t.           |
| 10 | Albertin Dissaux     | Belgique | Helyett-Splendor   | m. t.           |